# Ochotonobius rufescens
Ochotonobius rufescens är en loppart som först beskrevs av Ioff 1946.  Ochotonobius rufescens ingår i släktet Ochotonobius och familjen smågnagarloppor. Inga underarter finns listade i Catalogue of Life.